# Gobernación de Veragua
La gobernación de Veragua fue una división administrativa desde 1508 del entonces territorio llamado Reino de Tierra Firme los cuales eran nominalmente del Imperio español en Centroamérica, que comprendía la costa caribeña de las actuales repúblicas de Nicaragua, de Costa Rica y de Panamá.
Recién comenzó a ser colonizado en 1510 para terminar separándosele la gobernación de Castilla del Oro en 1514. Finalmente en 1537 terminaría dividiéndose la gobernación remanente en la Veragua Real y el ducado homónimo.

## Historia

### Indígenas en Veraguas
Los cronistas nos narran historias de los grupos indígenas que iban conociendo, porque ellos no se encontraron un territorio solitario, por el contrario, estas etnias fueron un problema para los conquistadores, ya que muchos de estos grupos eran fuertes y aguerridos, como en el caso de los Doraces, también conocidos como: Dorás, Dorces, Dorados o Dorasques.
El territorio de los Doraces no se caracterizaba por la dominancia de una sola etnia, sino que, en realidad, constituía una entidad político-cultural más amplia en la que coexistían diversas etnias y lenguas. Estas etnias formaban tribus que se encontraban aliadas con los Doraces. Entre las tribus asociadas a los Doraces, se destacaban los Suríes, Chalivas, Chumulos, Dolegas, Querébalos, Bugabas, Iribolos, Chiriluos, Suasimis, Saribas, Calderas, Gualaca, Montijo, Veragua, Guabalá, Tabasará, Buricas, Vareclas, Boquerón, Musá, Bulabá, Barú, Mariato, Dures, Duraria, Aburema, Aoyaques, Carabaro, Nusa, Cébaco, Borasi, Guaniaga, Tabor, Chiracona, Raquegua, Espalaba, Caizanes, Dururua, entre otros. Estas tribus conformaban una comunidad diversa que coexistía bajo la autoridad y el dominio de los Doraces en el territorio en cuestión.

### Primeros viajes a Veraguas
El territorio fue recorrido por el almirante Cristóbal Colón en su cuarto viaje. En la etapa final de este, Colón llegó a la región de Panamá que los indígenas llamaban Veragua, al este de la laguna de Chiriquí, donde le pareció que había gran riqueza aurífera. 
La Gobernación de Veragua, al igual que la Gobernación de Urabá, fue establecida por la Junta de Navegantes de Burgos en la Capitulación de Burgos del 9 de junio de 1508 para organizar los territorios recién descubiertos en la América continental (llamados Tierra Firme en ese tiempo). Se nombró como gobernador de Veragua a Diego de Nicuesa.

### Expedición de Diego de Nicuesa
Nicuesa salió de La Española  en noviembre de 1509 para empezar su expedición en Veragua, llegó al territorio en 1510, pero su expedición terminó desastrosamente. Al llegar, los expedicionarios se vieron obligados a vivir de raíces y mariscos. En el puerto de Bastimentos, descubierto por Colón, fundaron la población de Nombre de Dios, donde morirían la mayoría de los expedicionarios. Estos tendrían que ser rescatados por Rodrigo Enrique de Colmenares.
Hubo una disputa entre Nicuesa y Alonso de Ojeda, el gobernador de Urabá, en cuanto a quién tenía bajo su jurisdicción del golfo de Urabá. Este asunto fue resuelto por medio de una Real Cédula del 15 de junio de 1510 aclarando que el golfo era de la Gobernación de Urabá.

### Eventos en Santa María la Antigua del Darién
En el diciembre de 1510, Vasco Núñez de Balboa con los sobrevivientes de la expedición de Ojeda fundó la población de Santa María la Antigua del Darién. Estos expedicionarios estaban bajo el mando de Martín Fernández de Enciso, pero este fue destituido por Núñez de Balboa que argumentó que la nueva población no estaba en la jurisdicción de la Gobernación de Urabá, y que por ser lugarteniente de Ojeda, Enciso no tenía autoridad sobre ellos sino que Nicuesa. Enciso es arrestado por el gobierno municipal establecido por Nuñez de Balboa y es posteriormente obligado a embarcarse a España.
Poco después llegó a Santa María la Antigua una flotilla encabezada por Rodrigo Enrique de Colmenares, que fue mandada a encontrar a Nicuesa. Colmenares persuadió a los colonos de la ciudad de que se debían someter a la autoridad de Nicuesa por hallarse en su gobernación; invitó a dos representantes nombrados por el Cabildo de Santa María, Diego de Albites y Diego del Corral, para que viajaran con su flotilla y ofrescan a Nicuesa el control de la ciudad.
Colmenares encontró a Nicuesa y los pocos hombres que habían sobrevivido la expedición en un mal estado. Al enterarse de lo ocurrido en Santa María, decidió encaminarse a la ciudad para imponer su autoridad, considerando los actos de Enciso y Nuñez de Balboa como una intromisión en su gobernación. Los representantes de Santa María fueron persuadidos por Lope de Olano, que estaba encarcelado con varios presos descontentos, que sería un error entregar el control de la ciudad a Nicuesa. Los representantes huyeron al Darién antes que Nicuesa llegara e le informó a Nuñez de Balboa de las intenciones del gobernador.
Cuando Nicuesa llegó al puerto de la ciudad, un tumulto de colonos animados por Núñez de Balboa impidieron el desembarque del gobernador. Nicuesa insistió en que si no lo recibirán como gobernador al menos lo reciban en calidad de soldado, pero aun así los colonos no lo permitieron desembarcar. Al final fue obligado a montarse en una nave que estaba malas condiciones y con pocas provisiones y embarcó de retorno a Nombre de Dios con una tripulación de unas 17 personas en el 1 de marzo de 1511. En el trayecto, la nave fue sorprendida por una tormenta y se hundió, ahogando a Nicuesa y toda su tripulación.

### Gobernación por Núñez de Balboa
Desde la salida de Nicuesa, Vasco Núñez de Balboa quedó como gobernador de facto de Veragua. Gestionó para conseguir el reconocimiento oficial por medio de dos mensajeros, el alcalde Martín Zamudio y Valdivia. Estos se presentaron ante el Virrey de las Indias, Diego Colón, y de ahí, Zamudio se dirigió a España. 

### Provincia del Darién
En el 23 de diciembre de 1511, la Corona lo nombró a Núñez de Balboa como gobernador y capitán general de la Provincia del Darién, será el único en tener este cargo. Núñez de Balboa prosiguió a la conquista del istmo de Panamá.
Núñez de Balboa y Rodrigo Enrique de Colmenares partieron de Santa María en marzo de 1512 con 160 hombres embarcados en una flotilla de canoas. Estos siguieron la conquista de las provincias indígenas, de las cuales saquearon mucho botín. Colmenares partió de Santa María a fines del octubre de 1512 a España para informar al rey de los descubrimientos efectuados, los pobladores también hicieron un pedimiento de 1,000 hombres para obtener dominio territorial. Ya habrían llegado al monarca las acusaciones por Martín Fernández de Enciso, quien había sido despojado del poder, en contra de Núñez de Balboa. Por estas acusaciones, el rey decidió nombrar a Pedrarias Dávila como gobernador de la provincia que denominó Castilla del Oro. Las peticiones de hombres fueron cumplidas, pero a través del nuevo gobernador, quien partió con una expedición de 1,500 hombres.
Mientras lo antedicho ocurría en España. Núñez de Balboa, junto con 190 españoles, empezó una expedición hacia el sur en el 1 de septiembre de 1513. Éste encontró el Mar del Sur el 25 de septiembre y llegó de regreso a Santa María en el 19 de enero de 1514.
La expedición de Pedrarias arribó a Santa María el 30 de junio de 1514. Poco después de desembarcar, más de quinientos hombres murieron de hambre o víctimas del clima. En junio de 1514, Núñez de Balboa aceptó la sustitución del cargo de gobernador y alcalde mayor, quedando extinguida la Provincia del Darién.

### Pleitos colombinos
Posteriormente, la región quedó envuelta en los pleitos colombinos, es decir, los litigios entre la Corona y la familia Colón, y al margen de las acciones conquistadoras. 
En el 24 de diciembre de 1534, con base en un arreglo entre la Corona y los Colón, fue nombrado por Real Cédula gobernador de Veragua Felipe Gutiérrez y Toledo. Gutiérrez y Toledo salió de España en el julio de 1535 para iniciar su expedición; ésta sería un fracaso al igual que la de Nicuesa. Llegó a la región a fines del año. Fundó la ciudad de la Concepción, posiblemente en el 8 de diciembre (día de la fiesta de la Inmaculada Concepción). La nueva ciudad sufrió de hambre hasta el punto de mover a los españoles a la antropofagia, que fue reprimida por el gobernador con severidad. Su expedición terminó en un rotundo fracaso a principios de 1536. Los indígenas de las vecindades sitiaron a la población que apenas logró salvarse; después de esto, Gutiérrez y Toledo envió algunos hombres por tierra a pedir socorro a la ciudad de Nombre de Dios, de donde se les enviaron un navío. El gobernador marchó con setenta de los expedicionarios, dejando abandonados a los restos. Llegaría a Panamá a principios de 1536 y decidió abandonar el cargo de gobernador.
La gobernación de Veragua propiamente dicha se extinguió en 1537, cuando la Corona creó en favor de los Colón el ducado de Veragua, en una pequeña fracción del territorio originalmente en litigio. La Corona quedó con el dominio de los territorios restantes, a los que a veces se da el nombre de Veragua real para distinguirla de la ducal, y con ellos se erigió en 1540 la provincia de Nueva Cartago y Costa Rica.